# Dichloorprop
Dichloorprop is een zeer toxische organische verbinding met als brutoformule C9H8Cl2O3. De stof komt voor als kleurloze tot geelachtige reukloze kristallen, die matig tot goed oplosbaar zijn in water. Dichloorprop wordt gebruikt in onder andere herbiciden.

## Toxicologie en veiligheid
De stof ontleedt bij verhitting of bij verbranding en bij contact met hete oppervlakken met vorming van giftige en corrosieve gassen, onder andere fosgeen en waterstofchloride. De oplossing in water is een zwak zuur. Dichloorprop tast vele metalen aan in aanwezigheid van water.